# Bazylika San Giorgio Maggiore
Bazylika San Giorgio Maggiore – kościół opactwa benedyktyńskiego na wyspie San Giorgio Maggiore w Wenecji zbudowany w latach 1597–1610 przez Simeone Sorellę według projektu Andrei Palladio. 
Prace projektowe nad świątynia trwały od 1560 roku do śmierci architekta w 1580 roku, projekt fasady został ukończony w 1566 roku. 
W 1800 roku w kościele odbyły się konklawe i koronacja papieża Piusa VII.

## Opis

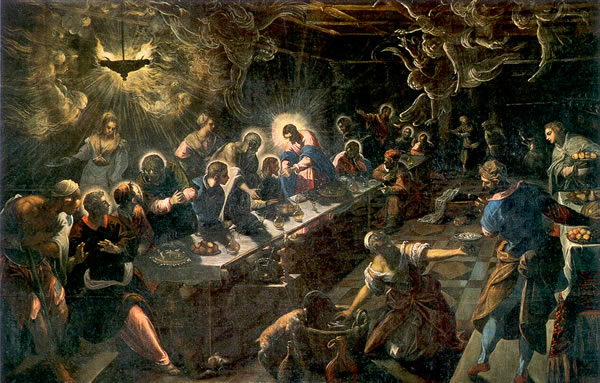
Ostatnia Wieczerza

Świątynia wzniesiona jest w formie bazyliki. Trzynawowe wnętrze wieńczy kopuła umieszczona na skrzyżowaniu nawy głównej i zakończonego absydami transeptu. Nawy przykryto sklepieniem kolebkowym. Nawę główną kończy wydłużone prezbiterium z oddzielonym kolumnami chórem. Widoczną z Placu św. Marka białą fasadę budowli zdobią kompozytowe półkolumny umieszczone na wysokich bazach bramujące główne wejście. Pomiędzy nimi, w niszach, umieszczono posągi św. Jerzego i św. Szczepana oraz dożów Wenecji.
Przy świątyni wznosi się wysoka kampanila dobudowana w 1791 roku.
We wnętrzu kościoła znajdują się nagrobki dożów weneckich oraz obrazy mistrzów renesansu, m.in. Ostatnia Wieczerza i Zbieranie manny autorstwa Jacopa Tintoretta.